# Argüelles (Madrid)
Koordinaten: 40° 26′ N, 3° 43′ W
Argüelles ist ein im Westen der Innenstadt („Centro“) gelegener, teils studentisch geprägter Stadtteil von Madrid. Er liegt im Bezirk Moncloa-Aravaca und ist nach Agustín de Argüelles Álvarez benannt.
Argüelles hat 26.148 registrierte Einwohner und eine Fläche von 75 Hektar. 15 % der Einwohner sind Ausländer. Zu Vorlesungszeiten kommen zusätzlich zu den meist schon lange dort lebenden Einwohnern wegen der relativen Nähe zu den Universitäten in der Ciudad Universitaria etwa zusätzlich 8000–9000 Studenten hinzu, welche sich zu recht hohen Preisen Zimmer oder auch ganze Wohnungen mieten. Insgesamt gilt Argüelles als ein ruhiger Stadtteil. Bars, Diskotheken und Clubs finden sich Richtung Malasaña und Gran Vía.